# Ferdinand Magellan Railcar

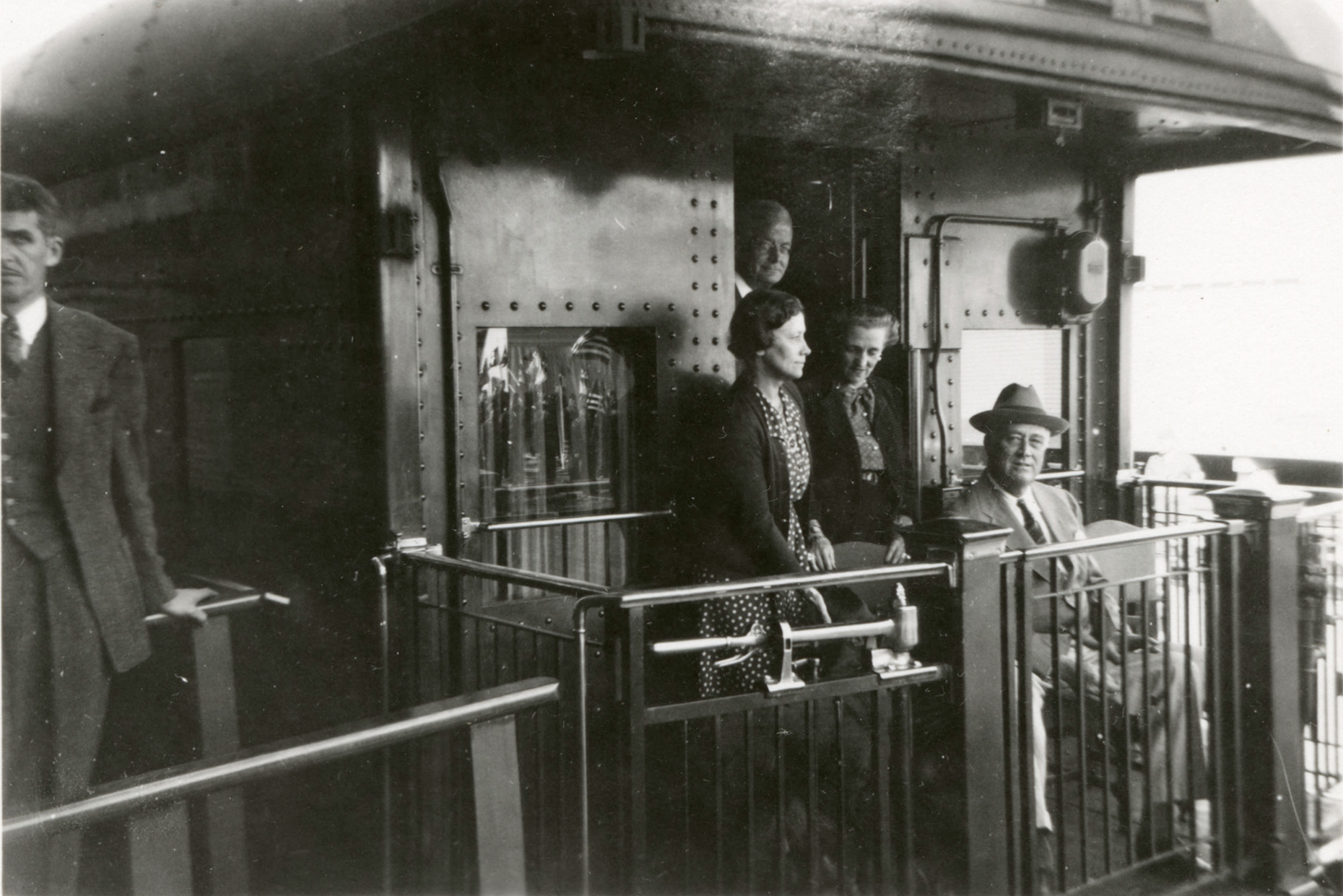
Präsident Franklin D. Roosevelt auf der rückwärtigen Plattform des Ferdinand Magellan, April 1943

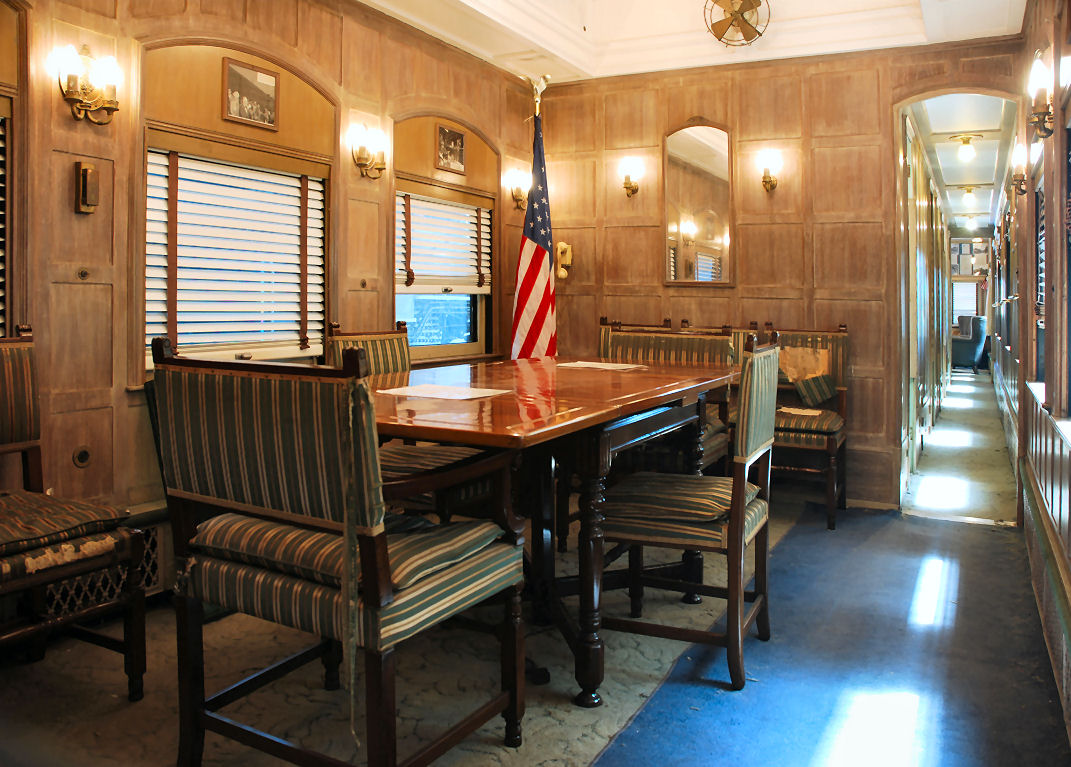
Der Speisebereich des Präsidenten im Ferdinand Magellan Railcar

Der Ferdinand Magellan Railcar ist ein Salonwagen, der nach einem Umbau von 1943 bis 1954 den US-Präsidenten diente.

## Bezeichnung
In den USA war es üblich, Eisenbahnwagen einen Namen zu geben. Das Fahrzeug wurde so nach dem portugiesischen Seefahrer Ferdinand Magellan benannt.

## Technische Daten
Der Wagen ist 25,5 m lang, 3,05 m breit und 4,40 m hoch.

## Geschichte

### Ursprung
Das Fahrzeug war Teil einer Serie mit sieben Salonwagen und wurde 1929 von der Pullman Palace Car Company (PPC) gebaut. Die PPC hielt die Wagen zur Vermietung an Interessenten vor. Da US-Präsidenten in der Regel nicht über eigene Salonwagen oder Züge verfügten, nutzten sie solche von den Eisenbahngesellschaften vorgehaltenen, zu mietenden Salonwagen auch, wenn sie offiziell unterwegs waren.

### Fahrzeug des Präsidenten
Nach Ausbruch des Zweiten Weltkriegs überzeugte der Sicherheitsdienst den Präsidenten, dass auch bei Eisenbahnreisen sein Schutz erhöht werden müsse. Da zu diesem Zeitpunkt der Ferdinand Magellan sowieso zu einem Routine-Check in der Werkstatt stand, wurde er für den entsprechenden Umbau ausgesucht.
Das Fahrzeug wurde mit knapp 1 cm dicken Stahlplatten verkleidet, die Fenster erhielten 7,6 cm dickes Panzerglas, das selbst Maschinengewehrfeuer standhalten sollte und im Dach wurden Notausstiege eingebaut. Das Fahrzeug soll bombensicher sein. Der Wagen wog nach dem Umbau 130 t, ein Gewicht für das besondere, dreiachsige Drehgestelle beschafft werden mussten. Auch die Innenausstattung wurde bei dieser Gelegenheit geändert. Anschließend gab es einen Salon, der als Konferenz- und Speiseraum diente und einen zweiten, kleineren an der hinteren Plattform. Vier Abteile, zwei für Gäste und ein Doppelabteil mit verbindendem Bad für den Präsidenten und seine Frau standen zur Verfügung. Es gab eine Klimaanlage, die die Kühlung über Eis erreichte, das in Tanks gefüllt wurde, die knapp 3 t davon fassten. Alle Abteile waren mit Telefon ausgestattet. Diese Telefonanlage wurde an das Festnetz angeschlossen, wenn der Wagen längere Zeit stand, später gab es ergänzende Kommunikationswagen, die eine entsprechende Ausrüstung mitführten, um das Telefonieren auch während der Fahrt zu ermöglichen. Auf dem Dach der Endplattform waren Lautsprecher installiert, um Ansprachen des Präsidenten, die er auf der Plattform hielt, zu übertragen. Die Tür zur Plattform wog fast 700 kg und verriegelte wie eine Tresortür. Es war der schwerste Personenwagen, der jemals auf US-amerikanischen Gleisen fuhr. An den Endplattformen waren beidseitig für Franklin D. Roosevelt elektrische Lifte eingebaut, die es ihm erleichterten, das Fahrzeug zu betreten oder zu verlassen. Er litt an einer schweren Gehbehinderung. Nach seinem Tod wurden die Anlagen ausgebaut. Der Umbau des Wagens war Ende 1942 abgeschlossen und Franklin D. Roosevelt nutzte ihn ab 1943. Gleichzeitig erwarb den Wagen die Association of American Railroads (AAR) von Pullman und vermietete ihn an die Regierung. 1946 verkaufte die ARR den Wagen der Regierung für den symbolischen Preis von $1. Zu diesem Zeitpunkt erhielt der Wagen die offizielle Bezeichnung U.S. Car. No. 1.
Franklin D. Roosevelt legte im Ferdinand Magellan etwa 80.000 km zurück, sein Nachfolger, Harry S. Truman noch weit mehr, da er über seine gesamte Amtsperiode zur Verfügung stand. Allein im Wahlkampf 1948 legte er darin knapp 50.000 km zurück. Dwight D. Eisenhower fuhr mit ihm nur dreimal. Von ihm ist zu dem Wagen die despektierliche Äußerung überliefert, das sei ein „alter Kasten“. Die letzte Staatsfahrt, die ihn nutzte, führte Mamie Eisenhower 1954 zu einer Schiffstaufe.

### Musealisierung

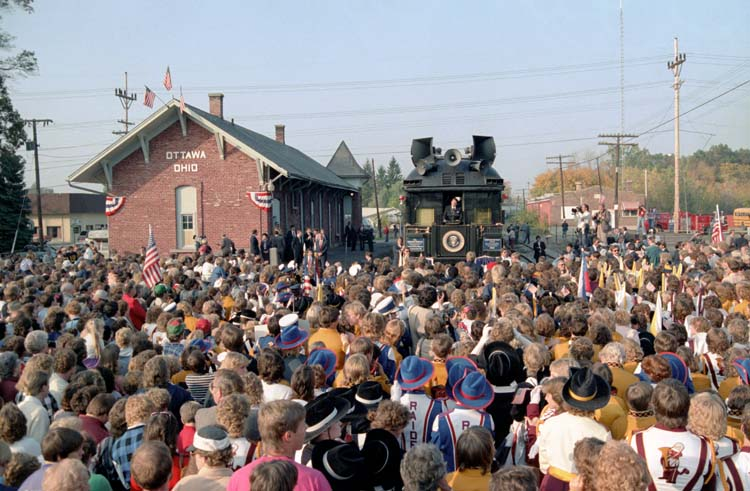
Letzter aktiver Einsatz des Wagens während des Wahlkampfs von Ronald Reagan 1984

Präsident Ronald Reagan im Ferdinand Magellan, 1984

1958 gab das Weiße Haus den Wagen offiziell auf. Ein Teil der technischen Einrichtungen wurde demontiert und verkauft, etwa die Telefonanlage und die über der Endplattform montierte Lautsprecheranlage. Das Fahrzeug wurde so der Smithsonian Institution zur Übernahme angeboten. Die lehnte aber ab. Schließlich interessierte sich das neu gegründete im Gold Coast Railroad Museum für das Objekt. Die mit dem Museum verbundene University of Miami ließ sich das Eigentum übertragen. Von 1959 bis 1966 war der Ferdinand Magellan auf dem Universitätsgelände ausgestellt und wurde später in einer museumseigenen, offenen Halle in Miami gezeigt.
Der Wagen ist seit August 1977 im National Register of Historic Places verzeichnet und trägt seit dem 4. Februar 1985 den Status einer National Historic Landmark.
1984 setzte Präsident Ronald Reagan den Wagen nochmals für einen „Whistlestop Train“ im Wahlkampf für seine zweite Amtszeit ein. 1992 stürzte die Ausstellungshalle während des Hurrikan Andrew auf den Ferdinand Magellan, was dem gepanzerten Fahrzeug – abgesehen von einigen Lackschäden – nichts ausmachte. Heute steht der Wagen als Ausstellungsstück im Gold Coast Railroad Museum in Miami-Dade County, Florida.